# Deleni (gmina w okręgu Jassy)
Deleni – gmina w Rumunii, w okręgu Jassy. Obejmuje miejscowości Deleni, Feredeni, Leahu-Nacu, Maxut, Poiana i Slobozia. W 2011 roku liczyła 9969 mieszkańców.